# Puntius ophicephalus
Puntius ophicephalus är en fiskart som först beskrevs av Raj, 1941.  Puntius ophicephalus ingår i släktet Puntius och familjen karpfiskar. IUCN kategoriserar arten globalt som starkt hotad. Inga underarter finns listade i Catalogue of Life.